# Bythocythere bradyi
Bythocythere bradyi is een mosselkreeftjessoort uit de familie van de Bythocytheridae. De wetenschappelijke naam van de soort is voor het eerst geldig gepubliceerd in 1926 door Sars.